# Crocothemis brevistigma
Crocothemis brevistigma – gatunek ważki z rodziny ważkowatych (Libellulidae).